# Złota Malina dla najgorszej aktorki drugoplanowej
Złota Malina dla najgorszej aktorki drugoplanowej – filmowa antynagroda przyznawana corocznie za najgorsze drugoplanowe kobiece kreacje aktorskie w roku poprzedzającym jej przyznanie. Poniższa lista zawiera nazwiska nagrodzonych, nominowanych oraz filmów i ról, za jakie otrzymali nominacje. W kategorii tej nominowane i nagradzane bywały także osoby będące bohaterkami filmów dokumentalnych, otrzymujące wyróżnienia za wykorzystanie materiałów archiwalnych z ich udziałem, za co krytykowano Golden Raspberry Award Foundation. Osoby grające same siebie w fabułach wymieniono na liście jako „ona sama”, a te, które nie były świadome udziału w filmie, jako „we własnej osobie”. Analogicznie jak w przypadku innych kategorii aktorskich, nominację do najgorszej drugoplanowej roli kobiecej mogli otrzymać także mężczyźni przebrani za kobiety.
Chociaż w latach 1980–2004 dwie aktorki (Halle Berry i Sandra Bullock) przyjęły Złote Maliny za najgorsze role pierwszoplanowe, a w analogicznej kategorii wyróżnienie dla najgorszego aktora drugoplanowego odebrał Tom Selleck, do stycznia 2025 „najgorsza aktorka drugoplanowa” pozostawała jedyną kategorią główną, za którą statuetki nie przyjęła żadna z nominowanych osób.

## Wyróżnione w poszczególnych latach

### 1980–1989
| Za rok               | Aktorka                         | Film                       | Rola |
| -------------------- | ------------------------------- | -------------------------- | ---- |
| 1980 (1.)            |                                 |                            |      |
| Amy Irving           | Honeysuckle Rose                | Lily Ramsey                |      |
| Marilyn Sokol        | Can’t Stop the Music            | Lulu Brecht                |      |
| Betsy Palmer         | Piątek, trzynastego             | Pamela Voorhees            |      |
| Georg Stanford Brown | Czyste szaleństwo               | Rory Schutlebrand          |      |
| Elizabeth Ashley     | Okna                            | Andrea Glassen             |      |
| 1981 (2.)            |                                 |                            |      |
| Diana Scarwid        | Najdroższa mamusia              | dorosła Christina Crawford |      |
| Billy Barty          | Najdroższa mamusia              | młoda Christina Crawford   |      |
| Rutanya Alda         | Najdroższa mamusia              | Carol Ann                  |      |
| Farrah Fawcett       | Wyścig armatniej kuli           | Pamela Glover              |      |
| Shirley Knight       | Niekończąca się miłość          | Ann Butterfield            |      |
| 1982 (3.)            |                                 |                            |      |
| Aileen Quinn         | Annie                           | Annie                      |      |
| Rutanya Alda         | Amityville II: Opętanie         | Dolores Montelli           |      |
| Lois Nettleton       | Motylek                         | Belle Morgan               |      |
| Dyan Cannon          | Śmiertelna pułapka              | Myra Bruhl                 |      |
| Colleen Camp         | Uwiedzenie                      | Robyn                      |      |
| 1983 (4.)            |                                 |                            |      |
| Sybil Danning        | Więzienie kobiet                | Ericka                     |      |
| Sybil Danning        | Przygody Herkulesa              | Ariadna                    |      |
| Bibi Besch           | Samotna kobieta                 | Veronica Randall           |      |
| Finola Hughes        | Pozostać żywym                  | Laura                      |      |
| Diana Scarwid        | Dziwni najeźdźcy                | Hadass                     |      |
| Amy Irving           | Yentl                           | Margaret Newman            |      |
| 1984 (5.)            |                                 |                            |      |
| Lynn-Holly Johnson   | Gdzie są ci chłopcy             | Laurie                     |      |
| Olivia d’Abo         | Bolero                          | Paloma                     |      |
| Olivia d’Abo         | Conan Niszczyciel               | księżniczka Jehnna         |      |
| Susan Anton          | Wyścig armatniej kuli II        | Jill Rivers                |      |
| Marilu Henner        | Wyścig armatniej kuli II        | Betty                      |      |
| Diane Lane           | Cotton Club                     | Vera Cicero                |      |
| Diane Lane           | Ulice w ogniu                   | Ellen Aim                  |      |
| 1985 (6.)            |                                 |                            |      |
| Brigitte Nielsen     | Rocky IV                        | Ludmiła Drago              |      |
| Sandahl Bergman      | Czerwona Sonja                  | królowa Gedren z Berkubane |      |
| Marilu Henner        | Być doskonałym                  | Sally                      |      |
| Marilu Henner        | Ballada o koniokradzie          | Tracy                      |      |
| Julia Nickson        | Rambo II                        | Co-Bao                     |      |
| Talia Shire          | Rocky IV                        | Adrian Pennino-Balboa      |      |
| 1986 (7.)            |                                 |                            |      |
| Dom DeLuise          | Miłość wilkołaka                | Kate Abbot                 |      |
| Louise Fletcher      | Najeźdźcy z Marsa               | pani McKeltch              |      |
| Zelda Rubinstein     | Duch II: Druga strona           | Tangina Barrons            |      |
| Beatrice Straight    | Żądza władzy                    | Claire Hastings            |      |
| Kristin Scott Thomas | Zakazana miłość                 | Mary Sharon                |      |
| 1987 (8.)            |                                 |                            |      |
| Daryl Hannah         | Wall Street                     | Darien Taylor              |      |
| Gloria Foster        | Leonard, część 6                | Medusa Johnson             |      |
| Mariel Hemingway     | Superman IV                     | Lacy Warfield              |      |
| Grace Jones          | Sjesta                          | Conchita                   |      |
| Isabella Rossellini  | Sjesta                          | Marie                      |      |
| Isabella Rossellini  | Twardziele nie tańczą           | Madeleine Regency          |      |
| 1988 (9.)            |                                 |                            |      |
| Kristy McNichol      | Spotkanie dwóch księżyców       | Patti Jean                 |      |
| Daryl Hannah         | Zjawy                           | pani Bannister             |      |
| Eileen Brennan       | Nowe przygody Pippi Langstrumpf | Mary Plunkett Brogan       |      |
| Zelda Rubinstein     | Duch III                        | Cheryl King                |      |
| Mariel Hemingway     | Zachód słońca                   | Tangina Barrons            |      |
| 1989 (10.)           |                                 |                            |      |
| Brooke Shields       | Wyścig armatniej kuli III       | ona sama                   |      |
| Anne Bancroft        | Ten idiota Bert Rigby           | ona sama                   |      |
| Madonna              | Ogary Broadwayu                 | Hortense Hathaway          |      |
| Angelyne             | Ziemskie dziewczyny są ładne    | Meredith Perlestein        |      |
| Kurt Russell         | Tango i Cash                    | Gabriel Cash               |      |

### 1990–1999
| Za rok                                      | Aktorka                                 | Film                           | Rola |
| ------------------------------------------- | --------------------------------------- | ------------------------------ | ---- |
| 1990 (11.)                                  |                                         |                                |      |
| Sofia Coppola                               | Ojciec chrzestny III                    | Mary Corleone                  |      |
| Roseanne Barr                               | I kto to mówi 2                         | Julie Ubriacco                 |      |
| Kim Cattrall                                | Fajerwerki próżności                    | Judy McCoy                     |      |
| Julie Newmar                                | Duchy tego nie robią                    | Angel                          |      |
| Ally Sheedy                                 | Wesele Betsy                            | Connie Hopper                  |      |
| 1991 (12.)                                  |                                         |                                |      |
| Sean Young (bliźniaczka, która zamordowała) | Pocałunek przed śmiercią                | Dorothy Carlsson               |      |
| Sandra Bernhard                             | Hudson Hawk                             | Minerva Mayflower              |      |
| John Candy                                  | Same kłopoty                            | Eldona                         |      |
| Julia Roberts                               | Hook                                    | Tinkerbell                     |      |
| Marisa Tomei                                | Oscar, czyli 60 kłopotów na minutę      | Lisa Provolone                 |      |
| 1992 (13.)                                  |                                         |                                |      |
| Estelle Getty                               | Stój, bo mamuśka strzela                | Tutti Bomowski                 |      |
| Ann-Margret                                 | Gazeciarze                              | Medda Larkson                  |      |
| Tracy Pollan                                | Obcy wśród nas                          | Mara                           |      |
| Jeanne Tripplehorn                          | Nagi instynkt                           | Dr. Beth Garner                |      |
| Sean Young                                  | Była sobie zbrodnia                     | Phoebe                         |      |
| 1993 (14.)                                  |                                         |                                |      |
| Faye Dunaway                                | Bez skrupułów                           | Charlene Towne                 |      |
| Anne Archer                                 | Sidła miłości                           | Joanne Braslow                 |      |
| Sandra Bullock                              | Człowiek demolka                        | porucznik Lenina Huxley        |      |
| Colleen Camp                                | Sliver                                  | Judy Marks                     |      |
| Janine Turner                               | Na krawędzi                             | Jessie Deighan                 |      |
| 1994 (15.)                                  |                                         |                                |      |
| Rosie O’Donnell                             | Wóz 54, zgłoś się!                      | Lucille Toody                  |      |
| Rosie O’Donnell                             | Ucieczka do Edenu                       | Sheila Kingston                |      |
| Rosie O’Donnell                             | Flintstonowie                           | Betty Rubble                   |      |
| Kathy Bates                                 | Małolat                                 | Alaskan Mom                    |      |
| Elizabeth Taylor                            | Flintstonowie                           | Pearl Slaghoople               |      |
| Lesley Ann Warren                           | Barwy nocy                              | Sondra Dorio                   |      |
| Sean Young                                  | I kowbojki mogą marzyć                  | Marie Barth                    |      |
| 1995 (16.)                                  |                                         |                                |      |
| Madonna                                     | Cztery pokoje                           | Elspeth                        |      |
| Amy, „mówiąca samica goryla”                | Kongo                                   | Amy                            |      |
| Bo Derek                                    | Tomcio Grubasek                         | Beverly Barish                 |      |
| Gina Gershon                                | Showgirls                               | Cristal Connors                |      |
| Lin Tucci                                   | Showgirls                               | Henrietta Bazoom               |      |
| 1996 (17.)                                  |                                         |                                |      |
| Melanie Griffith                            | Nieugięci                               | Katherine Hoover               |      |
| Faye Dunaway                                | Komora                                  | Lee Cayhall Bowen              |      |
| Faye Dunaway                                | Małpa w hotelu                          | pani Dubrow                    |      |
| Jami Gertz                                  | Twister                                 | Melissa Reeves                 |      |
| Daryl Hannah                                | Zbyt wiele                              | Liz Kerner                     |      |
| Teri Hatcher                                | Więźniowie nieba                        | Claudette Rocque               |      |
| Teri Hatcher                                | Dwa dni w dolinie                       | Becky Foxx                     |      |
| 1997 (18.)                                  |                                         |                                |      |
| Alicia Silverstone                          | Batman i Robin                          | Barbara „Batgirl” Wilson       |      |
| Uma Thurman                                 | Batman i Robin                          | Pamela „Trujący Bluszcz” Isley |      |
| Faye Dunaway                                | Biały aligator                          | Janet Boudreaux                |      |
| Milla Jovovich                              | Piąty element                           | Leeloo                         |      |
| Julia Louis-Dreyfus                         | Dzień ojca                              | Carrie Lawrence                |      |
| 1998 (19.)                                  |                                         |                                |      |
| Maria Pitillo                               | Godzilla                                | Audrey Timmonds                |      |
| Ellen Albertini Dow                         | Klub 54                                 | Disco Dottie                   |      |
| Jenny McCarthy                              | Bejsbolo-kosz                           | Yvette Denslow                 |      |
| Liv Tyler                                   | Armageddon                              | Grace Stamper                  |      |
| Raquel Welch                                | Pomysł na interes                       | Grace Kosik                    |      |
| 1999 (20.)                                  |                                         |                                |      |
| Denise Richards                             | Świat to za mało                        | Christmas Jones                |      |
| Sofia Coppola                               | Gwiezdne wojny: część I – Mroczne widmo | Saché                          |      |
| Salma Hayek                                 | Dogma                                   | Serendipity                    |      |
| Salma Hayek                                 | Bardzo dziki zachód                     | Rita Escobar                   |      |
| Kevin Kline                                 | Bardzo dziki zachód                     | Prostytutka                    |      |
| Juliette Lewis                              | Gorsza siostra                          | Carla Tate                     |      |

### 2000–2009
| Za rok              | Aktorka                                | Film                           | Rola |
| ------------------- | -------------------------------------- | ------------------------------ | ---- |
| 2000 (21.)          |                                        |                                |      |
| Kelly Preston       | Bitwa o Ziemię                         | Chirk                          |      |
| Patricia Arquette   | Mały Nicky                             | Valerie Veran                  |      |
| Joan Collins        | Flintstonowie: Niech żyje Rock Vegas!  | Pearl Slaghoople               |      |
| Thandie Newton      | Mission: Impossible II                 | Nyah Nordoff-Hall              |      |
| Rene Russo          | Rocky i Łoś Superktoś                  | Natasha Fatale                 |      |
| 2001 (22.)          |                                        |                                |      |
| Estella Warren      | Wyścig                                 | Sophia Simone                  |      |
| Estella Warren      | Planeta małp                           | Daena                          |      |
| Drew Barrymore      | Luźny gość                             | recepcjonistka Davidsona       |      |
| Julie Hagerty       | Luźny gość                             | Julie Brody                    |      |
| Courteney Cox       | 3000 mil do Graceland                  | Cybil Waingrow                 |      |
| Goldie Hawn         | Romanssidło                            | Mona Morris                    |      |
| 2002 (23.)          |                                        |                                |      |
| Madonna             | Śmierć nadejdzie jutro                 | Verity                         |      |
| Lara Flynn Boyle    | Faceci w czerni II                     | Serleena                       |      |
| Bo Derek            | Mistrz kamuflażu                       | ona sama                       |      |
| Natalie Portman     | Gwiezdne wojny: część II – Atak klonów | Padmé Amidala                  |      |
| Rebecca Romijn      | Rollerball                             | Aurora                         |      |
| 2003 (24.)          |                                        |                                |      |
| Demi Moore          | Aniołki Charliego: Zawrotna szybkość   | Madison Lee                    |      |
| Lainie Kazan        | Gigli                                  | pani Gigli                     |      |
| Brittany Murphy     | Nowożeńcy                              | Sarah Leezak                   |      |
| Kelly Preston       | Kot                                    | Joan Walden                    |      |
| Tara Reid           | Córka mojego szefa                     | Lisa Taylor                    |      |
| 2004 (25.)          |                                        |                                |      |
| Britney Spears      | Fahrenheit 9.11                        | we własnej osobie              |      |
| Condoleezza Rice    | Fahrenheit 9.11                        | we własnej osobie              |      |
| Carmen Electra      | Starsky i Hutch                        | Stacey Haack                   |      |
| Jennifer Lopez      | Dziewczyna z Jersey                    | Gertrude Steiney               |      |
| Sharon Stone        | Kobieta-Kot                            | Laurel Hedare                  |      |
| 2005 (26.)          |                                        |                                |      |
| Paris Hilton        | Dom woskowych ciał                     | Paige Edwards                  |      |
| Carmen Electra      | Dirty Love                             | Michelle Lopez                 |      |
| Katie Holmes        | Batman: Początek                       | Rachel Dawes                   |      |
| Ashlee Simpson      | Cena uczuć                             | Clea                           |      |
| Jessica Simpson     | Diukowie Hazzardu                      | Daisy Duke                     |      |
| 2006 (27.)          |                                        |                                |      |
| Carmen Electra      | Komedia romantyczna                    | Anne                           |      |
| Carmen Electra      | Straszny film 4                        | Holly                          |      |
| Kate Bosworth       | Superman: Powrót                       | Lois Lane                      |      |
| Kristin Chenoweth   | Wesołych świąt                         | Tia Hall                       |      |
| Kristin Chenoweth   | Różowa Pantera                         | Cherie                         |      |
| Kristin Chenoweth   | RV: Szalone wakacje na kółkach         | Mary Jo Gornicke               |      |
| Jenny McCarthy      | John Tucker musi odejść                | Lori Spencer                   |      |
| Michelle Rodriguez  | BloodRayne                             | Katarin                        |      |
| 2007 (28.)          |                                        |                                |      |
| Eddie Murphy        | Norbit                                 | Rasputia                       |      |
| Jessica Biel        | Państwo młodzi, Chuck i Larry          | Alex McDonough                 |      |
| Jessica Biel        | Next                                   | Liz Cooper                     |      |
| Carmen Electra      | Wielkie kino                           | Mystique                       |      |
| Julia Ormond        | Wiem, kto mnie zabił                   | Susan Fleming                  |      |
| Nicollette Sheridan | Czyściciel                             | Diane                          |      |
| 2008 (29.)          |                                        |                                |      |
| Paris Hilton        | Repo! The Genetic Opera                | Amber Sweet                    |      |
| Carmen Electra      | Totalny kataklizm                      | piękna zabójczyni              |      |
| Carmen Electra      | Poznaj moich Spartan                   | królowa Margo                  |      |
| Kim Kardashian      | Totalny kataklizm                      | Lisa Taylor                    |      |
| Jenny McCarthy      | Świadek bezbronny                      | Connie                         |      |
| Leelee Sobieski     | 88 minut                               | Lauren Douglas (Lydia Doherty) |      |
| Leelee Sobieski     | Dungeon Siege: W imię króla            | Muriella                       |      |
| 2009 (30.)          |                                        |                                |      |
| Sienna Miller       | G.I. Joe: Czas Kobry                   | Baronowa                       |      |
| Candice Bergen      | Ślubne wojny                           | Marion St. Claire              |      |
| Ali Larter          | Obsesja                                | Lisa Sheridan                  |      |
| Kelly Preston       | Stare wygi                             | Vicki Greer                    |      |
| Julie White         | Transformers: Zemsta upadłych          | Judy Witwicky                  |      |

### 2010–2019
| Za rok                     | Aktorka                                 | Film                           | Rola |
| -------------------------- | --------------------------------------- | ------------------------------ | ---- |
| 2010 (31.)                 |                                         |                                |      |
| Jessica Alba               | Morderca we mnie                        | Joyce Lakeland                 |      |
| Jessica Alba               | Poznaj naszą rodzinkę                   | Andi Garcia                    |      |
| Jessica Alba               | Maczeta                                 | Sartana Rivera                 |      |
| Jessica Alba               | Walentynki                              | Morley Clarkson                |      |
| Cher                       | Burleska                                | Tess                           |      |
| Liza Minnelli              | Seks w wielkim mieście 2                | ona sama                       |      |
| Nicola Peltz               | Ostatni władca wiatru                   | Katara                         |      |
| Barbra Streisand           | Poznaj naszą rodzinkę                   | Roz Focker                     |      |
| 2011 (32.)                 |                                         |                                |      |
| David Spade                | Jack i Jill                             | Monica                         |      |
| Katie Holmes               | Jack i Jill                             | Erin Sadelstein                |      |
| Rosie Huntington-Whiteley  | Transformers 3                          | Carly Spencer                  |      |
| Brandon T. Jackson         | Agent XXL: Rodzinny interes             | Charmaine                      |      |
| Nicole Kidman              | Żona na niby                            | Devlin Adams                   |      |
| 2012 (33.)                 |                                         |                                |      |
| Rihanna                    | Battleship: Bitwa o Ziemię              | Cora Raikes                    |      |
| Jessica Biel               | Trener bardzo osobisty                  | Stacie Dryer                   |      |
| Jessica Biel               | Pamięć absolutna                        | Melina                         |      |
| Brooklyn Decker            | Battleship: Bitwa o Ziemię              | Samantha Shane                 |      |
| Brooklyn Decker            | Jak urodzić i nie zwariować             | Skyler Cooper                  |      |
| Ashley Greene              | Saga „Zmierzch”: Przed świtem – część 2 | Alice Cullen                   |      |
| Jennifer Lopez             | Jak urodzić i nie zwariować             | Holly                          |      |
| 2013 (34.)                 |                                         |                                |      |
| Kim Kardashian             | Zakazane pragnienia                     | Ava                            |      |
| Salma Hayek                | Jeszcze większe dzieci                  | Roxanne Feder                  |      |
| Katherine Heigl            | Wielkie wesele                          | Lyla Griffin                   |      |
| Lady Gaga                  | Maczeta zabija                          | twarz El Chameleon             |      |
| Lindsay Lohan              | Inappropriate Comedy                    | ona sama                       |      |
| Lindsay Lohan              | Straszny film 5                         | ona sama                       |      |
| 2014 (35.)                 |                                         |                                |      |
| Megan Fox                  | Wojownicze żółwie ninja                 | April O’Neil                   |      |
| Cameron Diaz               | Annie                                   | Miss Colleen Hannigan          |      |
| Nicola Peltz               | Transformers: Wiek zagłady              | Tessa Yeager                   |      |
| Bridgette Cameron Ridenour | Saving Christmas                        | siostra Kirka                  |      |
| Susan Sarandon             | Tammy                                   | Pearl Balzen                   |      |
| 2015 (36.)                 |                                         |                                |      |
| Kaley Cuoco                | Alvin i wiewiórki: Wielka wyprawa       | Eleanor                        |      |
| Kaley Cuoco                | Polowanie na drużbów                    | Gretchen Palmer                |      |
| Rooney Mara                | Piotruś: Wyprawa do Nibylandii          | Tygrysia Lilia                 |      |
| Amanda Seyfried            | Piotruś: Wyprawa do Nibylandii          | Mary                           |      |
| Amanda Seyfried            | Kochajmy się od święta                  | Ruby                           |      |
| Michelle Monaghan          | Piksele                                 | podpułkownik Violet van Patten |      |
| Julianne Moore             | Siódmy syn                              | matka Malkin                   |      |
| 2016 (37.)                 |                                         |                                |      |
| Kristen Wiig               | Zoolander 2                             | Alexanya Atoz                  |      |
| Julianne Hough             | Co ty wiesz o swoim dziadku?            | Meredith Goldstein             |      |
| Aubrey Plaza               | Co ty wiesz o swoim dziadku?            | Lenore                         |      |
| Kate Hudson                | Dzień Matki                             | Jesse                          |      |
| Jane Seymour               | Pięćdziesiąt twarzy Blacka              | Claire Black                   |      |
| Sela Ward                  | Dzień Niepodległości: Odrodzenie        | prezydent Elizabeth Lanford    |      |
| 2017 (38.)                 |                                         |                                |      |
| Kim Basinger               | Ciemniejsza strona Greya                | Elena Lincoln                  |      |
| Sofia Boutella             | Mumia                                   | Ahmanet                        |      |
| Laura Haddock              | Transformers: Ostatni rycerz            | Viviane Wembly                 |      |
| Goldie Hawn                | Babskie wakacje                         | Linda Middleton                |      |
| Susan Sarandon             | Złe mamuśki 2: Jak przetrwać święta     | Isis Dunkler                   |      |
| 2018 (39.)                 |                                         |                                |      |
| Kellyanne Conway           | Fahrenheit 11/9                         | we własnej osobie              |      |
| Marcia Gay Harden          | Nowe oblicze Greya                      | Grace Trevelyan Grey           |      |
| Kelly Preston              | Gotti                                   | Victoria Gotti                 |      |
| Jaz Sinclair               | Slender Man                             | Chloe                          |      |
| Melania Trump              | Fahrenheit 11/9                         | we własnej osobie              |      |
| 2019 (40.)                 |                                         |                                |      |
| Rebel Wilson               | Koty                                    | Plameczka Pac                  |      |
| Judi Dench                 | Koty                                    | Nestorka                       |      |
| Jessica Chastain           | X-Men: Mroczna Phoenix                  | Vuk                            |      |
| Cassi Davis                | Rodzinny pogrzeb Medei                  | Betty Ann „Ciotka Bam” Murphy  |      |
| Fenessa Pineda             | Rambo: Ostatnia krew                    | Gizelle                        |      |

### 2020–2029
| Za rok                | Aktorka                                       | Film                                      | Rola |
| --------------------- | --------------------------------------------- | ----------------------------------------- | ---- |
| 2020 (41.)            |                                               |                                           |      |
| Maddie Ziegler        | Music                                         | Music Gamble                              |      |
| Glenn Close           | Elegia dla bidoków                            | Bonnie „Mamaw” Vance                      |      |
| Lucy Hale             | Wyspa Fantazji                                | Melanie Cole                              |      |
| Maggie Q              | Wyspa Fantazji                                | Gwen Olsen                                |      |
| Kristen Wiig          | Wonder Woman 1984                             | Barbara „Cheetah” Minerva                 |      |
| 2021 (42.)            |                                               |                                           |      |
| Judy Kaye             | Diana: Musical                                | królowa Elżbieta II oraz Barbara Cartland |      |
| Erin Davie            | Diana: Musical                                | Camilla Parker Bowles                     |      |
| Amy Adams             | Drogi Evanie Hansenie                         | Cynthia Murphy                            |      |
| Sophie Cookson        | W nieskończoność                              | Nora Brightman                            |      |
| Taryn Manning         | To, na co zasłużyli                           | Maggie                                    |      |
| 2022 (43.)            |                                               |                                           |      |
| Adria Arjona          | Morbius                                       | Martine Bancroft                          |      |
| Fan Bingbing          | Córka króla                                   | Syrena                                    |      |
| Fan Bingbing          | 355                                           | Lin Mi Sheng                              |      |
| Penélope Cruz         | 355                                           | Graciela Rivera                           |      |
| Lorraine Bracco       | Pinokio                                       | mewa Sofia                                |      |
| Mira Sorvino          | Lamborghini: Człowiek, który stworzył legendę | Annita                                    |      |
| 2023 (44.)            |                                               |                                           |      |
| Megan Fox             | Niezniszczalni 4                              | Gina                                      |      |
| Kim Cattrall          | Wszystko o moim starym                        | Tygrysek                                  |      |
| Bai Ling              | Johnny & Clyde                                | Zhang                                     |      |
| Lucy Liu              | Shazam! Gniew bogów                           | Kalipso                                   |      |
| Mary Stuart Masterson | Pięć koszmarnych nocy                         | ciocia Jane                               |      |
| 2024 (45.)            |                                               |                                           |      |
| Amy Schumer           | Bez lukru                                     | Marjorie Merriweather Post                |      |
| Ariana DeBose         | Argylle: Tajny szpieg                         | Keira                                     |      |
| Ariana DeBose         | Kraven Łowca                                  | Calypso Ezili                             |      |
| Lesley-Anne Down      | Reagan                                        | Margaret Thatcher                         |      |
| Emma Roberts          | Madame Web                                    | Mary Parker                               |      |
| FKA twigs             | Kruk                                          | Shelly Webster                            |      |

## Rekordzistki

### Najmłodsze i najstarsze
| Rekordzista           | Aktor               | Filmy              | Wiek    |
| --------------------- | ------------------- | ------------------ | ------- |
| Najstarsza nagrodzona | Judy Kaye           | Diana: Musical     | 73 lata |
| Najstarsza nominowana | Ellen Albertini Dow | Klub 54            | 85 lat  |
| Najmłodsza nagrodzona | Aileen Quinn        | Annie              | 11 lat  |
| Najmłodsza nominowana | Mara Hobel          | Najdroższa mamusia | 10 lat  |

### Najczęściej nagradzane
2 wygrane
- Megan Fox
- Paris Hilton
- Madonna

### Najczęściej nominowane
5 nominacji
- Carmen Electra

4 nominacje
- Kelly Preston

3 nominacje
- Faye Dunaway
- Daryl Hannah
- Madonna
- Jenny McCarthy
- Sean Young

2 nominacje
- Rutanya Alda
- Jessica Biel
- Colleen Camp
- Kim Cattrall
- Sofia Coppola
- Bo Derek
- Megan Fox
- Goldie Hawn
- Salma Hayek
- Mariel Hemingway
- Marilu Henner
- Paris Hilton
- Katie Holmes
- Amy Irving
- Kim Kardashian
- Jennifer Lopez
- Nicola Peltz
- Zelda Rubinstein
- Susan Sarandon
- Diana Scarwid
- Kristen Wiig